# Jamil Nasser
Jamil Nasser (rodným jménem George Joyner; 21. června 1932 Memphis, Tennessee, USA – 13. února 2010 Englewood, New Jersey) byl americký jazzový kontrabasista. 
V dětství hrál na klavír a ke kontrabasu přešel až ve svých šestnácti letech. V letech 1955–1956 působil v kapele bluesového kytaristy B. B. Kinga a následně dva roky u klavíristy Phinease Newborna. Řadu let spolupracoval s Ahmadem Jamalem a hrál i s dalšími hudebníky, mezi které patří Gene Ammons, Lou Donaldson, Red Garland nebo Randy Weston. Zemřel na mrtvici ve svých sedmasedmdesáti letech.